# Comté de Cass (Michigan)
Pour les articles homonymes, voir Comté de Cass.
Le comté de Cass (Cass County en anglais) est dans le sud de la péninsule inférieure de l'État du Michigan, sur la frontière avec l'État de l'Indiana. Son siège est à Cassopolis. Selon le recensement de 2011, sa population est de 51 988 habitants. 

## Géographie
Le comté a une superficie de 1 317 km2, dont 1 275 km2 de terres.

### Comtés adjacents
- Comté de Van Buren (nord)
- Comté de Saint-Joseph (est)
- Comté de Berrien (ouest)
- Comté d'Elkhart, Indiana (sud-est)
- Comté de Saint Joseph, Indiana (sud-ouest)